# Semaeopus argocosma
Semaeopus argocosma là một loài bướm đêm trong họ Geometridae.